# Vilgot Sjöman
Vilgot Sjöman (né le 2 décembre 1924 à Stockholm et mort le 9 avril 2006  dans la même ville) est un réalisateur, scénariste, acteur et producteur de cinéma suédois.

## Biographie
Fils d'un ouvrier du bâtiment, Vilgot Sjöman grandit sur l'île de Södermalm, en plein cœur historique de Stockholm. Il fait ses études à l'université de Stockholm et obtient son diplôme en 1945.
Après avoir signé quelques scénarios, il reçoit, en 1955, une bourse pour étudier le cinéma à l'université de Californie à Los Angeles.
À son retour de Californie, il amorce sa carrière de réalisateur avec un premier long métrage La Maîtresse (Älskarinnan), sorti en 1962, qui vaut à Bibi Andersson l'Ours d'argent de la meilleure actrice à la Berlinale 1963.
En 1964, il tourne une adaptation cinématographique du roman 491 de Lars Görling. Le film, qui adopte la forme d'un reportage sur six jeunes soumis à une expérience de vie commune, provoque un scandale en raison de la liberté des mœurs qui y est exposée. La censure exige finalement la coupure de certaines scènes.
Deux ans plus tard, en 1966, il réalise Ma sœur, mon amour (Syskonbädd 1782), qui raconte la relation incestueuse entre une sœur et son frère, joués respectivement par Bibi Andersson et Per Oscarsson. Le film reçoit un excellent accueil critique international.
C'est toutefois en 1967 et 1968, avec Je suis curieuse - Édition jaune (Jag är nyfiken - En film i gult) et Je suis curieuse - Édition bleue (Jag är nyfiken - En film i blått), que Vilgot Sjöman atteint une véritable notoriété. Les deux films, qui apparaissent comme deux versions d'un même récit, proposent un examen fouillé de la société suédoise contemporaine d'un point de vue critique et politique de gauche. Ce sont toutefois les scènes, jugés scandaleuses par d'aucuns, des ébats sexuels entre Lena Nyman et Börje Ahlstedt, qui suscitent la controverse et, par ricochet, le gros succès international du film. Aux États-Unis, le distributeur américain a lancé le film en salles dans le but avoué de lutter contre la censure dans le cinéma américain. Et les milieux intellectuels n'ont pas été en reste ; ainsi, l'écrivain Norman Mailer a déclaré à la sortie du film qu'il s'agissait « d'un des films les plus importants que j'ai vus de toute ma vie ».
En 1968, Vilgot Sjöman joue l'interviewer dans La Honte (Skammen) de Ingmar Bergman, réalisateur qu'il admire et sur qui il a déjà tourné, en 1963, un documentaire pour la télévision suédoise intitulé Ingmar Bergman gör en film.
Le dernier film de Sjöman, Alfred (1995), est un film biographique sur Alfred Nobel, incarné par Sven Wollter. Le film, sponsorisé par Volvo, suscite à sa sortie une vive polémique.
Sjöman a travaillé avec plusieurs des grands acteurs du cinéma suédois : Bibi Andersson, Lena Nyman, Solveig Ternström, Per Myrberg, Jarl Kulle, Per Oscarsson, Gunnar Björnstrand, Kjell Bergqvist, Börje Ahlstedt, Ernst-Hugo Järård et Sven Wollter.
À la fin de sa vie, il mène une lutte acharnée contre les pauses publicitaires pendant la diffusion des films à la télévision suédoise, ce qui lui vaut le prix Ingmar-Bergman en 2003.

## Filmographie

### Comme réalisateur
- 1962 : La Maîtresse (Älskarinnan)
- 1963 : Ingmar Bergman gör en film (TV)
- 1964 : 491 (sv)
- 1964 : La Robe (sv) (Klänningen)
- 1966 : Ma sœur, mon amour (Syskonbädd 1782)
- 1967 : Stimulantia (film collectif)
- 1967 : Je suis curieuse (Jag är nyfiken - En film i gult)
- 1968 : Elle veut tout savoir (Jag är nyfiken - En film i blått)
- 1969 : Vous mentez (sv) (Ni ljuger)
- 1969 : Resa med far (sv) (court métrage)
- 1970 : Joyeuses Pâques (sv) (Lyckliga skitar)
- 1971 : Fais donc l'amour, on n'en meurt pas (sv) (Troll)
- 1974 : En handfull kärlek
- 1975 : Garaget (sv)
- 1977 : Tabu (sv)
- 1979 : Linus (sv) (Linus eller Tegelhusets hemlighet)
- 1981 : Jag rodnar (sv)
- 1982 : Pelikanen (TV)
- 1984 : Hur ska det gå för Pettersson? (feuilleton TV)
- 1987 : En Flicka kikar i ett fönster (TV)
- 1987 : Malacca (sv)
- 1989 : Fallgropen (sv)
- 1992 : Självporträtt 92 (TV)
- 1992 : Äktenskap i kris, Ett (feuilleton TV)
- 1995 : Alfred (sv)

### Comme scénariste
- 1969 : Ni ljuger : Film director
- 1958 : Lek på regnbågen de Lars-Eric Kjellgren
- 1962 : La Maîtresse (Älskarinnan)
- 1962 : Siska - en kvinnobild
- 1964 : 491
- 1966 : Ma sœur, mon amour (Syskonbädd 1782)
- 1967 : Stimulantia
- 1967 : Je suis curieuse - Édition jaune (Jag är nyfiken - En film i gult)
- 1968 : Je suis curieuse - Édition bleue (Jag är nyfiken - En film i blått)
- 1969 : Ni ljuger
- 1970 : Lyckliga skitar
- 1971 : Fais donc l'amour, on n'en meurt pas (Troll)
- 1974 : En handfull kärlek
- 1975 : Garaget
- 1977 : Tabu
- 1979 : Linus eller Tegelhusets hemlighet
- 1979 : Kristoffers hus
- 1981 : Jag rodnar
- 1984 : Hur ska det gå för Pettersson? (feuilleton TV)
- 1987 : En Flicka kikar i ett fönster (TV)
- 1987 : Malacca
- 1989 : Fallgropen
- 1992 : Self Portrait '92 (TV)
- 1995 : Alfred

### Comme acteur
- 1967 : Je suis curieuse - Édition jaune (Jag är nyfiken - En film i gult) : dans son propre rôle
- 1968 : Je suis curieuse - Édition bleue (Jag är nyfiken - En film i blått) : dans son propre rôle
- 1968 : La Honte (Skammen) : l'interviewer

### Comme producteur
- 1975 : Garaget
- 1981 : Jag rodnar
- 1992 : Self Portrait '92 (TV) (+ directeur de la photographie et monteur)